# Samanta Hinz
Samanta Hinz (* 1992 in Magdeburg) ist eine deutsche Tänzerin und Schauspielerin.

## Leben und Wirken
Samanta Hinz sammelte erste Bühnenerfahrungen beispielsweise am Theater Magdeburg. Dort spielte sie als Jugendliche unter anderem in den Musicals Hair, Fame und Jesus Christ Superstar und dem Ballettstück Giselle. Nach dem Abitur 2010 am Hegel-Gymnasium Magdeburg begann sie 2011 ein Studium Tanz an der Hochschule für Musik und Tanz Köln. Dieses Studium schloss sie 2015 mit dem Abschluss Bachelor of Arts im Bereich Bühnentanz ab. Seither arbeitet sie als freischaffende Tänzerin.
2019 trat Samanta Hinz beim Kunstfest der Moderne mit Pauline Stöhr und einer eigenen Choreografie Tanz die Farbe Blau über Frauen der Bauhaus-Ära auf. Im Theater Magdeburg war sie in der Inszenierung Ronja Räubertochter zu sehen. Darüber hinaus spielte und tanzte Hinz in der Rolle Du im Musikvideo zur Single Es war helllichte Nacht der Band Erdmöbel.
Im Jahr 2020 spielte Samanta Hinz an den Kammerspielen Magdeburg in der Inszenierung Olvenstedt probierts! 31.Versuch Rusalka & Arielle die Rolle der Vicky. Weiterhin spielt sie die weibliche Hauptrolle Jeannette im uraufgeführten Stück Jeanny oder Falk & Falco von Dirk Heidicke.
Wiederum an den Kammerspielen Magdeburg spielte Hinz im Juni 2021 in Faust. Der Tragödie erster Teil von Johann Wolfgang von Goethe. Zunächst war sie für die Rollen Lieschen, Mädchen und Irrlicht eingeplant, übernahm dann aber aufgrund eines Krankheitsfalls die Rolle des Gretchens. Ein zweites Mal in der Rolle der Vicky trat Samanta Hinz im August 2021 in Olvenstedt probierts! 32.Versuch Rheingold auf.